# Irene Kinnegim
Irene Kinnegim (Den Haag, 8 januari 1975) is een Nederlandse triatlete en ultraloopster uit Den Haag.

## Loopbaan
Kinnegim doet aan triatlons sinds 2001. In 2006 werd ze tweede op de triatlon van Almere. Ze finishte in een tijd van 9:55.35. In 2008 werd ze opnieuw tweede op de hele triatlon van Almere, ditmaal in een tijd van 9:38. In 2009 heeft ze het NK in Almere gewonnen en een p.r. van 9:27 neergezet.
Tot op heden heeft Kinnegim aan 24 Ironmans deelgenomen en heeft ze allemaal gefinisht, waarvan viermaal de Ironman op Hawaï.
In 2015 won ze de Zestig van Texel.
In 2016 won Irene Kinnegim de ingekorte Jan Knippenberg Memorial (125 km lang). Opmerkelijk was dat zij slechts zes minuten hoefde toe te geven op de winnaar bij de mannen, Jan Muller. Kinnegim heeft een deel van de race zelfs in eerste positie gelopen. Zij werd uiteindelijk tweede overall.

## Prestaties

### Triatlon
- 2003: 6e triatlon van Almere - 11:06.17
- 2004: 5e triatlon van Almere - 10:16.27
- 2005: 6e triatlon van Almere - 10:35.55
- 2005: 17e Ironman Switzerland - 10:53.54
- 2005  1e halve triatlon Leiderdorp - 4:50.44
- 2005: 248e Ironman Hawaï - 11:44.49
- 2006: 4e agegroup F30-34 Ironman Arizona - 10:45.33
- 2006:  halve triatlon Leiderdorp - 4:40.59
- 2006:  NK triatlon op de lange afstand in Almere - 9:55.35
- 2006: 60e Ironman Hawaï - 10:28.03
- 2007: 4e Triatlon van Stein - 6:59.45
- 2007: 13e Ironman USA Lake Placid - 10:31.48
- 2007: 5e Ironman Lanzarote - 11:55.01
- 2007: 79e Ironman Hawaï - 10:45.17
- 2007: 5e UPC Holland Triatlon in Almere - 9:55.50
- 2008: 54e overall Ironman China - 11:12.43
- 2008: 14e Ironman Germany (EK) - 10:01.18
- 2008:  Halve triatlon Leiderdorp - 4:42.38
- 2008:  UPC Holland Triatlon in Almere - 9:38.57 (PR)
- 2008: 7e Ironman UK - 10:43.09
- 2008: 27e Ironman Hawaï - 10:10.38
- 2009: 9e Ironman Malaysia - 10:29.04
- 2009: 7e Ironman Australia - 10:27.23
- 2009: 6e Ironman Lanzarote - 10:32.12
- 2009: 4e Triatlon van Stein - 6:31.34
- 2009: 9e Ironman Switzerland - 9:41.49
- 2009:  Ironman UK - 10:06.41
- 2009:  NK lange afstand in Almere - 9:27.38 (PR)
- 2009:  Ironman Wisconsin - 10:01.34
- 2010: 19e Abu Dhabi International Triathlon - 7:49.41
- 2010: 37e Ironman Hawaii - 10:03.33
- 2010: DNF Ironman Florida
- 2012:  NK in Almere - 9:06.26 (2e overall)
- 2013:  NK in Almere - 9:47.37
- 2013:  Challenge Almere-Amsterdam - 9:47.37
- 2015:  NK in Almere - 9:27.27

### Duatlon
- 2012:  Powerman European Duathlon Championships - 3:01.57
- 2013: 4e Powerman European Duathlon Championships - 3:01.57

### Marathon
- 2013:  Den Haag Marathon - 3:06.32
- 2015:  Spark Marathon Spijkenisse - 2:56.23

### Ultraloop
- 2015:  Zestig van Texel - 4:42.14
- 2016:  Jan Knippenberg Memorial - 11:15.30
- 2018:  West Coach Challenge - 11:05.14
- 2018:  Leki 100 Bear trail - 9:33.02[2]

### Veldlopen
- 2016:  Koning van Spanje Trail (37 km) - 3:12.32